# رياح ثانية
الرياح الثانية هي ظاهرة في رياضات التحمل، مثل سباقات الماراثون أوالركض على الطرق (بالإضافة إلى الرياضات الأخرى)، حيث يجد الرياضي الذي ينفث أنفاسه ويتعب جدًا ولا يمكنه الاستمرار (المعروف باسم "ضرب الجدار") بالقوة فجأة للضغط على أعلى أداء بأقل مجهود. قد يكون الشعور مشابهًا لشعور "ذروة العداء"، والفرق الأكثر وضوحًا هو أن ذروة العداء تحدث بعد انتهاء السباق.
يعتقد الرياضيون المتمرسون أن "الاصطدام بالحائط" يرجع إلى استنفاد مخزون الجليكوجين في الجسم، مع حدوث "الريح الثانية" عندما تصبح الأحماض الدهنية المصدر الرئيسي للطاقة.  إن التأخير بين حدوث "الاصطدام بالجدار" وظهور "الريح الثانية" له علاقة بالسرعة البطيئة التي تُنتج بها الأحماض الدهنية بشكل كافٍ (الطاقة)؛ مع الأحماض الدهنية تستغرق حوالي 10 دقائق، في حين أن الجليكوجين العضلي يكون أسرع في حوالي 30 ثانية. يعتقد بعض العلماء أن الريح الثانية هي نتيجة لإيجاد الجسم للتوازن المناسب للأكسجين لمواجهة تراكم حمض اللاكتيك في العضلات. يدَّعي آخرون أن الرياح الثانية ناتجة عن إنتاج الإندورفين.
التنفس الثقيل أثناء التمرين هوأيضًا لتوفيرالتبريد للجسم. بعد مرور بعض الوقت، تتمدد الأوردة والشعيرات الدموية ويحدث التبريد أكثر عبر الجلد، لذلك هناك حاجة إلى تنفس ثقيل أقل. يمكن الشعور بارتفاع درجة حرارة الجلد في نفس وقت حدوث "الريح الثانية".
تعود التجارب الموثقة للرياح الثانية إلى ما لا يقل عن 100 عام، عندما تم اعتبارها حقيقة شائعة للتمرين. تم استخدام هذه الظاهرة كاستعارة للاستمرار في الطاقة المتجددة بعد النقطة التي يُعتقد أنها تمثل قمة الفرد، سواء في الرياضات الأخرى أو المهن أو الحياة بشكل عام.
تظهر ظاهرة الرياح الثانية أيضًا في بعض الحالات الطبية، مثل مرض مكاردل ونقص الفوسفوجلوكوموتاز.  على عكس الأفراد غير المصابين الذين يتعين عليهم القيام بالجري لمسافات طويلة لاستنفاد الجليكوجين العضلي، فإن الجليكوجين العضلي في مكاردل غير متوفر، لذلك تتحقق الرياح الثانية بعد (6-10) دقائق من النشاط الهوائي المعتدل (مثل المشي بدون منحدر). في مكاردل، بسبب كتلة حال السكر، هناك نقص في الطاقة في خلايا العضلات بعد استنفاد نظام الفوسفاجين. عدم تحمل التمارين مثل إجهاد العضلات وآلامها، ومعدل ضربات القلب السريع غير المناسب (عدم انتظام دقات القلب الجيبي) استجابةً للتمارين الرياضية، وتُسرّع النفس حتى يتم إنتاج طاقة كافية عن طريق الفسفرة المؤكسدة، بشكل أساسي من الأحماض الدهنية الحرة.
يمكن تحقيق الفسفرة المؤكسدة بواسطة الأحماض الدهنية الحرة بسهولة أكبر للنشاط الهوائي الخفيف المعتدل، حيث يعتمد النشاط الهوائي عالي الكثافة (سريع الخطى) بشكل أكبر على الجليكوجين العضلي (غير متوفر في مكاردل)، نظرًا لارتفاع استهلاك الطاقة. لا يمكن تحقيق الفسفرة المؤكسدة بواسطة الأحماض الدهنية الحرة من خلال النشاط المتساوي القياس وغيره من الأنشطة اللاهوائية (مثل رفع الأثقال)، حيث تقيد العضلات المنقبضة تدفق الدم (مما يجعل الأكسجين والوقود الذي ينقله الدم غير ممكن الوصول إلى الخلايا العضلية بشكل كافٍ من أجل الفسفرة التأكسدية).  يمكن إثبات ظاهرة الرياح الثانية في أفراد مكاردل عن طريق قياس معدل ضربات القلب خلال اختبار المشي لمدة 12 دقيقة.
تظهر أيضًا ظاهرة "الريح الثالثة" لدى أفراد مكاردل، حيث بعد ساعتين تقريبًا، يلاحظون تحسنًا إضافيًا في الأعراض حيث يصبح الجسم أكثر تكيفًا مع الدهون.

## فرضيات

### التبديل الأيضي
عندما يكون استقلاب الجليكوجين غير الهوائي غير كافٍ لتلبية متطلبات الطاقة، تستخدم الآليات الفسيولوجية مصادر بديلة للطاقة مثل الأحماض الدهنية والبروتينات عن طريق التنفس الهوائي. تُنسب ظاهرة الرياح الثانية في الاضطرابات الأيضية مثل مرض مكاردل إلى هذا التبديل الأيضي وقد تحدث نفس الظاهرة أو ظاهرة مماثلة في الأفراد الأصحاء.

### حمض اللاكتيك
تتطلب التمارين العضلية بالإضافة إلى الوظائف الخلوية الأخرى الأكسجين لإنتاج الطاقة ويعمل بشكل صحيح. تسمى هذه الوظيفة الطبيعية التمثيل الغذائي الهوائي ولا تنتج حمض اللاكتيك في حالة وجود كمية كافية من الأكسجين. أثناء التمرينات الشاقة مثل الجري لمسافات طويلة أو أي تمرين متطلب، تكون حاجة الجسم للأكسجين لإنتاج الطاقة أعلى من الأكسجين الذي يتم توفيره في الدم من التنفس. ثم يحدث التمثيل الغذائي اللاهوائي إلى حد ما في العضلات وهذا الإنتاج الأقل مثالية للطاقة ينتج حمض اللاكتيك كمستقلب النفايات. إذا لم تتم استعادة إمدادات الأكسجين قريبًا، فقد يؤدي ذلك إلى تراكم حمض اللاكتيك.
هذا هو الحال حتى بدون ممارسة الرياضة للأشخاص الذين يعانون من أمراض الجهاز التنفسي، أو الدورة الدموية المعوقة لأجزاء الجسم أو أي حالة أخرى عندما يتعذر توفير الأكسجين للأنسجة المعنية.
قد تستغرق أجسام بعض الأشخاص وقتًا أطول من غيرهم حتى يتمكنوا من موازنة كمية الأكسجين التي يحتاجونها لمواجهة حمض اللاكتيك. تفترض نظرية الرياح الثانية هذه أنه من خلال تجاوز نقطة الألم والإرهاق، قد يمنح المتسابقون أنظمتهم وقتًا كافيًا للإحماء والبدء في استخدام الأكسجين إلى أقصى إمكاناته. لهذا السبب، لا يواجه المتسابقون في المستوى الأولمبي بشكل جيد رياحًا ثانية (أو يختبرونها في وقت أقرب بكثير) لأن أجسامهم يتم تدريبها على الأداء بشكل صحيح منذ بداية السباق.
تتعمق فكرة الرياضي "المدرب بشكل صحيح" في نظرية كيف يمكن للرياضي الهاوي أن يدرب جسده لزيادة القدرة الهوائية أو التمثيل الغذائي الهوائي. قدمت دفعة كبيرة في ارون مان تراي ثالون قبل عشر سنوات فكرة التدريب على معدل ضربات القلب و "خداع" الجسم للبقاء في حالة التمثيل الغذائي الهوائي لفترات أطول من الوقت. هذه الفكرة مقبولة على نطاق واسع وتم دمجها في العديد من برامج تدريب الرجل الحديدي تراي ثالون.

### الإندورفين
يرجع الفضل إلى الإندورفين كسبب للشعور بالنشوة والرفاهية الموجود في العديد من أشكال التمرين، لذلك يعتقد أنصار هذه النظرية أن الريح الثانية ناتجة عن إطلاقها المبكر. يشعر العديد من هؤلاء المؤيدين أن الرياح الثانية مرتبطة ارتباطًا وثيقًا -أو حتى قابلة للتبديل- بارتفاع العداء.